# Isidis Planitia
Isidis Planitia es una llanura localizada dentro de un gigantesco cráter de impacto en el planeta Marte, centrado en las coordenadas 12.9 N, 87.0 E. Isidis Planitia, con unos 1.500 km de diámetro, constituye el quinto cráter de impacto más grande de la superficie de Marte, después de Hellas y Argyre. El Beagle 2 estaba programado para aterrizar en diciembre de 2003 en la parte oriental de Isidis Planitia, cuando se perdió el contacto con la nave.